# 邁向世界
邁向世界，是日本純種競賽馬匹。生涯活躍於中長途賽事，曾勝出2014年彌生賞，亦於皋月賞、有馬紀念及寶馬錦標跑獲亞軍。

## 出賽前
2011年4月12日出生於北海道安平町北部牧場，成長途中於一口馬主俱樂部Carrot Fram Co. Ltd.進行馬主募集。
其後交由栗東訓練中心練馬師池江泰壽訓練。

## 競賽生涯

### 2歲
9月28日出戰阪神競馬場2歲新馬戰，比賽初段保持於先頭位置推進，雖然於直路發揮不俗的加速力，可惜仍然被領放馬帶離，最終以6馬位差距落敗。
10月出戰2歲未勝利戰，繼續保持於有利位置下於直路率先衝出，最終成功突破，以1/2馬位壓制對手取得首勝。
其後出戰條件戰黃菊賞，迅速出閘之下進佔第三的位置，進入直路後隨即嚮應騎師川田將雅的指揮由內檔加速，最終輕鬆超越對手取得連勝。

### 3歲
2014年首戰為公開賽若駒錦標，比賽初段選擇於中團靠位置推進，通過第三彎道時逐步發力並抽出。進入直路後，其於外檔位置展開衝刺，最終跑出優秀的末腳速度下取得勝利。
3月9日出戰彌生賞，為其首次挑戰分級賽。比賽開始後，其選擇於約莫第七左右的位置展開推進，但於對面直路開始發力加速，於第四彎道時經已進佔先頭第四的位置。進入直路後，其於中檔位置順利衝刺並展開突破，透出之下繼續保持速度，最終成功抵擋猛烈追擊的天下唯一，以4厘米的細微差距壓贏對手率先衝線並取得首個分級賽冠軍。
其後按照計劃出戰皋月賞，比賽初段維持於全勝時期及Asia Express後方的第三位置，並於比賽途中一直維持穩定的速度以等待時機。進入直路後，其迅速透出並超越前方的兩名對手一度取得領先，但其後在中段未能壓制一同衝出的明媚島，最終被對方追上下以第二落敗。
6月緊接挑戰經典三冠次關東京優駿（日本打吡），本次比賽選擇保持於較後的位置，然而於直路上的衝刺未盡如意下無法最大程度突破，最終僅跑獲第五的戰績。
放草過後於秋季以聖烈特紀念作為起動戰，採取先行戰術下於直路初段成功取得領先，然而其後再度重現皋月賞時的情況，未能擺脱明媚島下被對方超越，最終以1 1/4馬位落敗得第二。
10月26日出戰菊花賞，然而進入直路後始終無法嚮應騎師川田的加速指揮，最終失速之下沉底，以第十六大敗。
稍為調整過後於12月出戰有馬紀念，賽前因菊花賞的表現僅獲得第九人氣。比賽開始後，其並未主動取位，而是選擇逐步貼欄並處於第七左右的位置，於比賽途中的保持此節奏。進入直路後，其抽出外檔位置逐步推進，最終成功發揮不俗的末腳速度，僅未能追上貴婦人下爆冷取得亞軍。

### 4歲
2015年年初陣營安排其遠征澳洲，首戰為一級賽寶馬錦標。比賽開始後，其繼續採用居中戰術，保持於有遮擋的位置等待時機，並於第四彎道抽出大外檔。進入直路後，其以望空的狀態一舉衝出，最終僅不敵同樣位置的喜特來以第二完賽。
4月繼續於澳洲征戰並出戰女皇伊利沙伯錦標，然而未能於比賽途中跑出以往的表現，最終以第十二名落敗。
其後回國調整，但於途中被發現右前腳患有肌腱炎，休養之下亦未見好轉，因而陣營於10月19日決定安排其退役。

### 詳細賽績
| 日期       | 舉辦國家 | 馬場   | 距離 | 級別   | 賽事名稱         | 負重 | 騎師     | 馬號 | 出馬 | 名次 | 時間     | 頭馬（二馬）        |
| ---------- | -------- | ------ | ---- | ------ | ---------------- | ---- | -------- | ---- | ---- | ---- | -------- | ------------------- |
| 28/9/2013  | 日本     | 阪神   |      | 草1800 | 2歲新馬          | 54   | 川田將雅 | 11   | 11   | 2    | 1:49.0   | Bandwagon           |
| 19/10/2013 | 日本     | 京都   |      | 草1800 | 2歲未勝利        | 55   | 川田將雅 | 5    | 8    | 1    | 1:51.3   | （Kirano Charisma） |
| 9/11/2013  | 日本     | 京都   |      | 草1800 | 黄菊賞           | 55   | 川田將雅 | 4    | 13   | 1    | 1:46.5   | （影子舞者）        |
| 25/1/2014  | 日本     | 京都   | OP   | 草2000 | 若駒錦標         | 56   | 川田將雅 | 8    | 8    | 1    | 2:00.0   | （碧玉駒）          |
| 9/3/2014   | 日本     | 中山   | GII  | 草2000 | 彌生賞           | 56   | 川田將雅 | 10   | 13   | 1    | 2:01.4   | （天下唯一）        |
| 20/4/2014  | 日本     | 中山   | GI   | 草2000 | 皋月賞           | 57   | 川田將雅 | 17   | 18   | 2    | 1:59.8   | 明媚島              |
| 1/6/2014   | 日本     | 東京   | GI   | 草2400 | 東京優駿         | 57   | 川田將雅 | 5    | 17   | 5    | 2:25.0   | 天下唯一            |
| 21/9/2014  | 日本     | 新潟   | GII  | 草2200 | 聖烈特紀念       | 56   | 川田將雅 | 16   | 18   | 2    | 2:11.9   | 明媚島              |
| 26/10/2014 | 日本     | 京都   | GI   | 草3000 | 菊花賞           | 57   | 川田將雅 | 14   | 18   | 16   | 3:05.2   | 東寶狐狼            |
| 28/12/2014 | 日本     | 中山   | GI   | 草2500 | 有馬紀念         | 55   | 布宜學   | 6    | 16   | 2    | 2:35.4   | 貴婦人              |
| 28/3/2015  | 澳洲     | 玫瑰崗 | GI   | 草2400 | 寶馬錦標         | 57.5 | 賀力高   | 6    | 11   | 2    | 記錄缺失 | 喜特來              |
| 11/4/2015  | 澳洲     | 蘭域   | GI   | 草2000 | 女皇伊利沙伯錦標 | 58.5 | 潘頓     | 5    | 12   | 12   | 記錄缺失 | 模範駒              |

## 退役後
退役後，邁向世界成為了配種馬，於北海道新冠町優駿Stallion Station休養，在2016年進行配種。首批子嗣於2017年出生。首批子嗣可於2019年出賽。
2023年由配種馬退役，前方北海道苫小牧市北方馬匹公園作為乘馬工作。

## 血統簡介
父系夏威夷王爲日本賽駒，生涯戰績極爲優秀，僅得一戰未能獲勝，曾勝出一級賽NHK一哩賽及東京優駿（日本打吡），爲日本史上首匹贏得變則二冠的賽駒。祖父金滿寶爲美國生產的法國賽駒，曾三勝一級賽，亦爲近代著名種馬之一。
母系快得勝為日本賽駒，生涯戰績優秀，曾勝出一級賽女皇伊利沙伯二世盃，亦於杜拜世界盃跑獲亞軍。外祖父週日寧靜是美國三冠賽雙冠馬，退役後在日本配種，在日本馬壇相當成功，贏得多項分級賽事，其子嗣贏得巨額獎金，連續12年成為日本冠軍種馬。

### 血統表
| 父線：金滿寶系（淘金者系）                   |                           |              |                 |
| 種馬 夏威夷王 2001年（棗色）                 | 金滿寶 1990年（棗色）     | 淘金者       | Raise a Native  |
| 種馬 夏威夷王 2001年（棗色）                 | 金滿寶 1990年（棗色）     | 淘金者       | Gold Digger     |
| 種馬 夏威夷王 2001年（棗色）                 | 金滿寶 1990年（棗色）     | Miesque      | 雷利耶夫        |
| 種馬 夏威夷王 2001年（棗色）                 | 金滿寶 1990年（棗色）     | Miesque      | Pasadoble       |
| 種馬 夏威夷王 2001年（棗色）                 | Manfath 1991年（深棗色）  | 最後大官     | Try My Best     |
| 種馬 夏威夷王 2001年（棗色）                 | Manfath 1991年（深棗色）  | 最後大官     | Mill Princess   |
| 種馬 夏威夷王 2001年（棗色）                 | Manfath 1991年（深棗色）  | Pilot Bird   | Blakeney        |
| 種馬 夏威夷王 2001年（棗色）                 | Manfath 1991年（深棗色）  | Pilot Bird   | The Dancer      |
| 繁殖雌馬 快得勝 1996年（棗色）               | 週日寧靜 1986年（棕色）   | Halo         | Hail to Reason  |
| 繁殖雌馬 快得勝 1996年（棗色）               | 週日寧靜 1986年（棕色）   | Halo         | Cosmah          |
| 繁殖雌馬 快得勝 1996年（棗色）               | 週日寧靜 1986年（棕色）   | Wishing Well | Understanding   |
| 繁殖雌馬 快得勝 1996年（棗色）               | 週日寧靜 1986年（棕色）   | Wishing Well | Mountain Flower |
| 繁殖雌馬 快得勝 1996年（棗色）               | Fairy Doll 1991年（栗色） | 雷利耶夫     | 北地舞人        |
| 繁殖雌馬 快得勝 1996年（棗色）               | Fairy Doll 1991年（栗色） | 雷利耶夫     | Special         |
| 繁殖雌馬 快得勝 1996年（棗色）               | Fairy Doll 1991年（栗色） | Dream Doll   | Sharpen Up      |
| 繁殖雌馬 快得勝 1996年（棗色）               | Fairy Doll 1991年（栗色） | Dream Doll   | Likely Exchange |
| 雌系：Affection系（號族：9-f）               |                           |              |                 |
| 五代內近親交配：北地舞人 5×5×4、雷利耶夫 4×3 |                           |              |                 |

## 命名由來
名字To the World（トゥザワールド）意思是「向世界出發」，繼承自母系快得勝之名字，香港則取其意，翻譯為「邁向世界」。

## 外部連結
- 邁向世界 netkeiba.com （页面存档备份，存于）
- 血統表 （页面存档备份，存于）